# Harold Pinner
Pas d'image ? Cliquez ici

a Compétitions nationales et continentales officielles uniquement.

b Matchs officiels uniquement.
Harold Pinner, né le 26 septembre 1956, est un ancien joueur de rugby à XIII anglais évoluant au poste de pilier dans les années 1970 et 1980. Il a notamment joué pour St Helens RLFC entre 1975 et 1985 où il y rejoint le temple de la renommée puis a rejoint Widnes Vikings en 1986. Il a également été international anglais et britannique disputant avec cette dernière des rencontres de la Coupe du monde 1985-1988. 